# فوتبال در لسوتو
ورزش فوتبال در کشور لسوتو تحت مدیریت اتحادیه فوتبال لسوتو قرار دارد. این فدراسیون مسئولیت ادارهٔ تیم ملی فوتبال لسوتو و همچنین لیگ برتر لسوتو را بر عهده دارد. فوتبال محبوب‌ترین ورزش در لسوتو به‌شمار می‌رود.

## انجمن ملی
اتحادیه فوتبال لسوتو در سال ۱۹۳۲ بنیان‌گذاری شد و در سال ۱۹۹۲ با نام «اتحادیه فوتبال لسوتو» (LEFA) بازنام‌گذاری گردید. این اتحادیه در سال ۱۹۶۴ به فیفا و کاف پیوست. رئیس کنونی این نهاد، وکیلی به نام سالمانه فافانه است.

## فوتبال داخلی
لیگ برتر لسوتو در سال ۱۹۷۰ به‌عنوان بالاترین سطح لیگ ملی تأسیس شد. این لیگ در مقاطعی به نام حامیان مالی خود شناخته می‌شد. به‌عنوان مثال، در فصل ۱۴–۲۰۱۳ با عنوان «وداکام پرمیر لیگ» برگزار شد. بیشتر باشگاه‌ها از پایتخت کشور، ماسرو هستند. برخی باشگاه‌ها وابسته به نهادهایی مانند ارتش، پلیس و قوه قضائیه‌اند. نقطهٔ اوج سالانه فوتبال کشور، مسابقات جام به مناسبت جشن‌های استقلال در ۴ اکتبر است که چهار تیم در آن شرکت می‌کنند. در لیگ برتر لسوتو ۱۴ باشگاه برای کسب عنوان قهرمانی با یکدیگر رقابت می‌کنند.
قهرمانان رکورددار این لیگ، باشگاه ماتلاما از ماسرو و باشگاه نیروهای دفاعی لسوتو به همراه پیشینیانشان از همین شهر هستند که هر کدام ۱۰ عنوان قهرمانی در کارنامه دارند (از جمله قهرمانی ماتلاما در سال ۱۹۶۹). سرویس زندان لسوتو / خدمات اصلاح و تربیت لسوتو شش عنوان، لیولی پنج عنوان و باشگاه‌های آرسنال، لیناره و ماسرو یونایتد / ماسرو برادرز هر یک سه عنوان قهرمانی کسب کرده‌اند. لیولی همچنین موفق‌ترین باشگاهی است که خارج از شهر ماسرو قرار دارد.

## تیم ملی
تیم ملی فوتبال لسوتو نخستین دیدار بین‌المللی خود را در سال ۱۹۷۰ برگزار کرد و با نتیجه ۲–۱ برابر مالاوی به پیروزی رسید. این تیم تاکنون موفق به راهیابی به جام جهانی فوتبال یا جام ملت‌های آفریقا نشده‌است.
بالاترین رتبهٔ لسوتو در رده‌بندی جهانی فیفا، جایگاه ۱۰۵ام در اوت ۲۰۱۴ بود. این تیم در رتبه‌بندی دسامبر ۲۰۲۲، در جایگاه ۱۴۷ام قرار داشت.
بین سال‌های ۲۰۰۴ تا ۲۰۰۶، آنتوان هی مربی آلمانی هدایت تیم ملی لسوتو را برعهده داشت. هدف بلندپروازانهٔ او، رساندن تیم به جام جهانی فوتبال ۲۰۱۰ در کشور همسایه، آفریقای جنوبی بود. اما پس از یک سال و نیم، به‌دلیل ناکامی در رسیدن به این هدف، از سمت خود برکنار شد. جانشین او، زاویسا میلوشویویچ اهل صربستان بود که در سپتامبر ۲۰۰۹ از کار برکنار و جای خود را به لزلای نوتشی، دستیار پیشین تیم، داد. در سال ۲۰۱۴، سیفه‌فه "موچینی" ماتته، بازیکن ملی‌پوش سابق، سرمربی تیم شد و در سال ۲۰۱۶ موسس مالیه این مسئولیت را برعهده گرفت.
بزرگ‌ترین موفقیت تیم ملی لسوتو، رسیدن به فینال رقابت‌های منطقه‌ای جام کاسافا در سال ۲۰۰۰ بود. همچنین در سال ۲۰۰۴، لسوتو برای نخستین‌بار شانس راهیابی به رقابت‌های قهرمانی زیر ۲۰ سال قاره آفریقا را داشت.
لقب تیم ملی لسوتو «لیکونا» (در زبان سسوتو به‌معنای «تمساح‌ها») است.

## فوتبال زنان
تیم ملی فوتبال زنان لسوتو در رده‌بندی فیفا برای تیم‌های ملی زنان، در رتبه ۱۶۹ قرار دارد که تا کنون پایین‌ترین رتبه این تیم است (آمار دسامبر ۲۰۲۲). بالاترین سطح رقابت‌های فوتبال زنان در کشور، لیگ برتر فوتبال زنان لسوتو است.

## ورزشگاه و مرکز فنی
در دهه ۱۹۸۰، ورزشگاه ملی (ورزشگاه ستسوتو) در پایتخت ماسرو ساخته شد. این پروژه در ابتدا توسط کره شمالی هدایت و تأمین مالی می‌شد، اما تحت فشار دولت آفریقای جنوبی، کره شمالی مجبور به ترک کشور شد و ساخت ورزشگاه تحت مدیریت دیگری ادامه یافت. در سال ۲۰۰۲، ورزشگاه جدید ستسوتو با حضور رئیس وقت فیفا، سپ بلاتر، افتتاح شد. «ستسوتو» در زبان سوتو به معنی «شگفت‌انگیز» یا «تعجب‌آور» است. پس از بازسازی، این ورزشگاه ظرفیت ۲۰ هزار تماشاگر را دارد.
همزمان، مرکز فنی ماسرو به نام «آرنا ورزشی بامباتا تسیتا» راه‌اندازی شد که شامل مدرسه فوتبال، مرکز تناسب اندام و دو سونا می‌باشد. هزینه ساخت این مجموعه حدود ۸۰۰ هزار دلار بود که فیفا نیمی از آن (۴۰۰ هزار دلار) را در قالب پروژه گول پرداخت کرد.
سایر زمین‌های فوتبال در لسوتو اغلب بسیار ساده هستند و معمولاً جایگاه تماشاگر ندارند.

## ورزشگاه فوتبال در لسوتو
بزرگ‌ترین ورزشگاه از نظر ظرفیت در لسوتو، ورزشگاه ستسوتو در ماسرو با ظرفیت ۱۳٬۹۰۰ نفر است.
| ورزشگاه        | ظرفیت  | شهر   | تصویر |
| -------------- | ------ | ----- | ----- |
| ورزشگاه ستسوتو | ۱۳٬۹۰۰ | ماسرو |       |